# Bob Woodruff
Robert Warren "Bob" Woodruff (Bloomfield Hills, Michigan, 18 de agosto de 1961) é um jornalista da rede de TV estadunidense ABC. Ficou conhecido por substituir o jornalista Peter Jennings à frente do telejornal World News Tonight, um dos mais respeitado telejornais dos Estados Unidos.
Em janeiro de 2006 foi enviado ao Iraque, para cobrir os conflitos na região, e ficou ferido quando ocorreu uma explosão em uma estrada em que seu veículo transitava.